# تازه‌آباد (ثلاث باباجانی)
تازه‌ آباد یکی از شهرهای استان کرمانشاه و مرکز شهرستان ثلاث باباجانی است.

## مردم
مردم تازه آباد به زبان کردی سورانی با لهجه جافی تکلم می کنند.
دین مردم این شهر اسلام و مذهب سنی می باشد.

## جمعیت
بر پایه سرشماری عمومی نفوس و مسکن در سال ۱۳۹۵ جمعیت آن ۱۴٬۷۰۱ نفر (۴٬۰۳۹ خانوار) بوده‌است. این شهر تا سال ۱۳۷۵ یک روستا به حساب می‌آمد چون در سرشماری سال ۱۳۶۵ جمعیت آن ۸۱۸ نفر، در سرشماری سال ۱۳۷۰، ۱۶۶۱ نفر بود اما در سال ۱۳۷۵ جمعیت آن به ۵۰۸۴ نفر فزونی یافت. در آذر ۱۳۷۲، به موجب تصویب‌نامه شماره ۳۴/۳/۱/۱۴۲۲۴ آبادی تازه آباد شهر شد (ایران. قوانین و احکام ، ص ۵۴۱).

## تاریخچه
در طی سال‌های ۱۳۶۴ به بعد مسکن سازی برای آوارگان جنگ ایران و عراق آغاز شد و تازه آباد بنا شد. تازه آباد قبل از آن قلعه سلیمان خان نام داشت، سلیمان خان از حاکمان بنام قلخانی بود که در دشت حر و در جایی در حدود مرکز شهر (یعنی اطراف محل قدیم سپاه) صاحب قلعه ایی بود اما بعد از آمدن باباجانی‌ها به آنجا، نام قلعه سلیمان خان از روی منطقه برداشته شد و نام تازه آباد جایگزین آن شد.

## ریشه‌شناسی نام تازه آباد
در شرفنامه و عالم آرای عباسی در کنار اسامی تپه قلعه چکران (جیگیران)، ارکله (ازگله)، خرخره (قلقله) و کرند اسم مکانی به نام «تاف آباد» هم ذکر شده‌است که به نظر می‌رسد اصل آن «تاف ئاوه» یا «تاف آباد» به معنی آبشار یا (به صورت استعاره ای) آباد شده در اثر وجود آب فراوان است که:

الف) بنابه تسلط رسم‌الخط عربی الف آن به صورت مقصوره مکتوب گشته مانند رحمن (رحمان)، موسی و..

ب)  چیزی که امروزه هم مرسوم هست؛

بنابراین با لحاظ کردن این دو نکته تف آباد می‌شود تاف ئاوا یا تافاوا که دقیقاً بروزن تازاوا یا تازه ئاوا (تلفظ بومی و اصلی تازه آباد) هست. بعلاوه در این متن تف آباد یا تاف آباد در کنار درنه، جیگیران و خرخره یا قلقله ذکر شده که اکنون هم موجودند و در ثلاث باباجانی واقع هستند و اتفاقاً درنه و قلقله هم تنها چند کیلومتر از تازه آباد فاصله دارند، بعلاوه کرند (به ویژه منطقه ڕێژاو (ریجاب) که آن هم نه تنها نزدیک ثلاث باباجانی واقع شده بلکه مسکن تعداد زیادی از اهالی این شهرستان هم می‌باشد. در این باره هم مستندات بسیاری وجود دارد.

برای نمونه در مرکز تازه آباد تا همین چند سال پیش چشمهٔ بسیار پرآبی به نام سراب قلعه (احتمالاً قلعه سلیمان خان گوران) وجود داشت که داستان‌های شگفت بسیاری در مورد آن نقل می‌شود از جمله اینکه می‌گویند یک گاو که در بالای کوه مشرف به شهر به نام کوه نور (که ژی نووره که) در داخل چاله عظیم بالای آن کوه افتاد که پس از مدتی از سراب قلعه بیرون آمد، قابل ذکر است که این چشمه اکنون پر شده بر روی آن خانه سازی شده‌است!

## آب آشامیدنی
بخشی از آب آشامیدنی شهر تازه‌آباد از چشمۀ میرهومر تأمین می‌شود. در دی‌ماه ۱۴۰۱ به دلیل افزایش میزان منگنز محلول در آن رنگ آب چشمه تغییر کرد که باعث کدورت آب آشامیدنی منازل تازه‌آباد شد و هم اکنون آب گل‌آلود میخورند.